# Yervant Gianikian

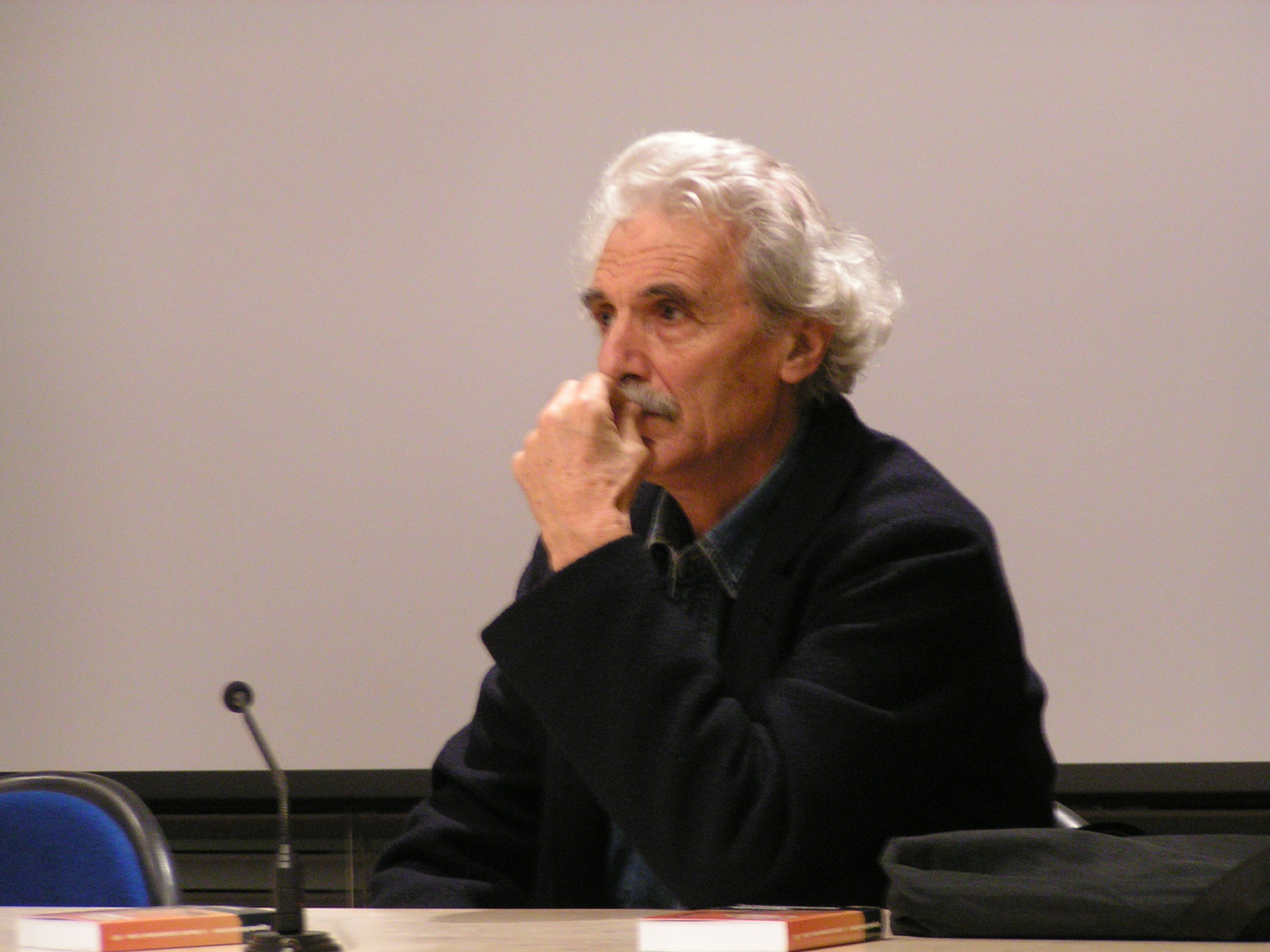
Yervant Gianikian

Yervant Gianikian (* 1942 in Meran) ist ein italienischer Filmemacher und Videokünstler armenischer Herkunft.

## Leben und Werk
Yervant Gianikians Vater war ein Überlebender des Völkermords an den Armeniern, dem er durch Flucht nach Italien entkam. Als Kind besuchte Gianikian das Armenische College in Venedig und studierte in Venedig Architektur. 1974 lernte er Angela Ricci Lucchi kennen, die seine Künstlerkollegin und 1975 seine Partner wurde.
Gianikian ist bekannt für Found Footage Filme, die auf der Basis von bereits vorhandenem Filmmaterial durch erneutes abfilmen, anordnen und kolorieren entstehen.

## Filmografie (Auswahl)
- 1976: Cesare Lombroso – Sull’odore del garofano, International Avant Garde Film Festival in Venedig
- 1986: From the Pole to the Equator, International Film Festival Rotterdam
- 1986: Ritorno a Khodorciur/Return to Khodorciur,  Documenta 14, Kassel (mit Angela Ricci Lucchi)
- 2001: Images d’Orient: Tourisme vandale, Tate Gallery, London und MoMA, New York
- 2018: I diari di Angela/Angela’s Diaries, Biennale di Venezia, Venedig